# Nederrijns voetbalkampioenschap 1902/03
In 1902/03 werd het eerste Nederrijns voetbalkampioenschap gespeeld, dat georganiseerd werd door de West-Duitse voetbalbond. 
FC 1894 München-Gladbach werd kampioen en plaatste zich voor de West-Duitse eindronde. In een groepsfase met Cölner FC 1899 en Essener SV 1899 werd de club afgetekend laatste met 0 punten. 

## 1. Klasse
| Plaats | Club                     | Wed. | W | G | V | Saldo | Ptn. |
| ------ | ------------------------ | ---- | - | - | - | ----- | ---- |
| 1.     | FC 1894 München-Gladbach | 4    | 3 | 1 | 0 | 16:3  | 7:1  |
| 2.     | Düsseldorfer FC 1899     | 4    | 2 | 1 | 1 | 12:4  | 5:3  |
| 3.     | Rheydter TV 1847         | 4    | 0 | 0 | 4 | 0:21  | 0:8  |

|  | Kampioen |

## 2. Klasse
| Plaats | Club                        | Wed. | W | G | V | Saldo | Ptn.  |
| ------ | --------------------------- | ---- | - | - | - | ----- | ----- |
| 1.     | FC 1894 München-Gladbach II | 4    | 2 | 1 | 1 | 11:07 | 05:03 |
| 2.     | Crefelder FC 1895           | 4    | 1 | 2 | 1 | 12:12 | 04:04 |
| 3.     | FC Solingen 1895            | 4    | 1 | 1 | 2 | 09:13 | 03:05 |

|  | Kampioen |